# Macrocneme boliviana
Macrocneme boliviana là một loài bướm đêm thuộc phân họ Arctiinae, họ Erebidae.